# Kostel Sedmibolestné Panny Marie (Pohorelá)
Kostel Sedmibolestné Panny Marie v Pohorelé byl dostavěn roku 1768 nadací hraběte Štěpána II. Koháriho (1649-1731). Stavět ho začal Ignác II. Koháry. (1726-1777).
5. dubna 1883 propukl v obci velký požár. Zničil skoro celou vesnici. Poškozený byl i kostel. Byl opraven roce 1906.
Kostel byl původně zasvěcen sv. Štěpánovi, uherskému králi. V roce 1964 byl konsekrovaný a bylo změněno patrocínium na Sedmibolestnou Pannu Marii.

## Sloh a interiér
Chrám je postaven v románském slohu, je jednolodní a má rovnou půdu.
Obraz sv. Štěpána je od mistra Vojtěcha Klimkovicsa z roku 1855. V presbytáři je umělecky vyřezávaná lavice bulharského cara Ferdinanda Coburga. Sloh lavice je neogotický. Má 7 polí pro sedm osob. Nad středním polem je umístěn erb rodiny Coburgovců. Oltář je ze začátku 20. století. Zdobí ho sochy sv. Alžběty Uherské a sv. Imricha.
Kostel má starokřesťanské směrování v prostoru. Věž je na západní straně kostela, hlavní oltář je na východní. Na chóru jsou dvojmanuálové varhany zn. Rieger. Varhany daroval kolem roku 1910 Ferdinand Coburg.